# Kernkraftwerk Prairie Island
Das Kernkraftwerk Prairie Island (englisch Prairie Island Nuclear Generating Plant) liegt in Red Wing, Minnesota, am  Mississippi neben dem Reservat der Prairie Island Indian Community. Die Blöcke 1 und 2 sind von der Nuclear Regulatory Commission (NRC) für den Betrieb bis 2033 bzw. 2034 zugelassen. Die Konstruktionskosten lagen bei 993,3 Mio. USD (2007 USD). 
Das Kernkraftwerk ist im Besitz der Xcel Energy Inc. bzw. deren Tochtergesellschaft Northern States Power Company Minnesota. Es ist neben dem Kernkraftwerk Monticello das zweite Kernkraftwerk im US-Bundesstaat Minnesota.

## Reaktor
Bei den Reaktoren im Kernkraftwerk Prairie Island handelt es sich um Westinghouse-Druckwasserreaktoren mit einer elektrischen Bruttoleistung von je ca. 592 MW und einer elektrischen Nettoleistung im Winter von 522 MW bzw. 519 MW zum Errichtungszeitpunkt.

## Geschichte
Am 25. Juni 1968 wurde mit dem Bau des ersten Blocks des Kraftwerks begonnen, der Baubeginn von Block 2 folgte am 25. Juni 1969. Am 16. Dezember 1973 ging der Reaktor von Block 1 in den kommerziellen Leistungsbetrieb, Block 2 folgte am 21. Dezember 1974.
Die Blöcke 1 und 2 sind von der Nuclear Regulatory Commission (NRC) für den Betrieb bis 2033 bzw. 2034 zugelassen.
Prairie Island ist Anfang des 21. Jahrhunderts wegen der Entscheidung des Betreibers Xcel Energy, Atommüll in großen Stahlbehältern auf dem Gelände zu lagern, umstritten. Da es sich bei diesem Gebiet um ein Überschwemmungsgebiet des Mississippi handelt, befürchten viele Gegner der Entscheidung die Gefahr einer Wasserverschmutzung durch einen Bruch der Fässer bei saisonalen Überschwemmungen dieses Flusses. Sie sprachen sich gegen die Erneuerung der Bundeslizenz für die Anlage aus.
Die Betreiber des Kernkraftwerks Prairie Island begannen am 23. September 2013 mit einem Brennelementwechsel an Block 2. Neben dem Brennelementwechsel wurden auch die beiden Dampferzeuger des Blocks ausgetauscht.
Xcel Energy kündigte 2024 an, dass Prairie Island mit der Produktion von grünem Wasserstoff durch Hochtemperatur-Elektrolyse beginnen wird. Die Firma plant, zwei Erdgaskraftwerke zu bauen, die eine Mischung aus 30 % Wasserstoff verwenden können.

## Zwischenfälle
Im Mai 2006 wurden Reparaturarbeiter in der Anlage durch das Einatmen von radioaktivem Jod-131 (131I)-Gas einer geringen Strahlung ausgesetzt. Das Gas trat aus den Dampferzeugern aus, die zur Inspektion geöffnet wurden. 131I-Gas wird normalerweise mit Hilfe eines Filters auf Kohlenstoffbasis entfernt; in diesem Fall hatte der Filter ein kleines Leck entwickelt. Die NRC stufte dieses Ereignis als von sehr geringer sicherheitstechnischer Bedeutung ein. Sie stellte fest, dass bei keinem der Arbeiter eine Überdosis an Strahlung aufgetreten ist.
Xcel Energy führte Ende Januar 2015 eine Notabschaltung des Reaktorblocks 1 durch, nachdem sich nach einem Abkühlungsprozess zum Austausch einer Dichtung in einer der Reaktorkühlpumpen eine Dampfwolke im Druckkühlsystem gebildet hatte. Das Kraftwerk kehrte im Februar 2015 zur vollen Leistung zurück.
Block 2 der Anlage wurde aufgrund eines Notfalls am 5. März 2015 abgeschaltet, der durch einen Feueralarm um 4:00 Uhr CST angezeigt wurde. Die Betreiber des Kraftwerks von Xcel Energy meldeten „notification of an unusual event“, die niedrigste der vier von der US-Nuklearaufsichtsbehörde festgelegten Notfallklassifizierungen.
Block 2 schaltete sich am 17. Dezember 2015 wegen eines Turbinenproblems automatisch ab, und der Feueralarm ging zu diesem Zeitpunkt los. Die Betreiber erklärten eine "notification of unusual event".

## Daten der Reaktorblöcke
Das Kernkraftwerk hat zwei Blöcke:
| Block | Status     | Inbetriebnahme | Nennleistung | Reaktortyp                                     | Modell          | Inhaber                | Betreiber             |
| ----- | ---------- | -------------- | ------------ | ---------------------------------------------- | --------------- | ---------------------- | --------------------- |
| 1     | in Betrieb | 1973           | 566 MW       | Druckwasserreaktor (Pressurized water reactor) | WH 2LP (DRYAMB) | Xcel Energy Inc [100%] | Northern States Power |
| 2     | in Betrieb | 1974           | 560 MW       | Druckwasserreaktor (Pressurized water reactor) | WH 2LP (DRYAMB) | Xcel Energy Inc [100%] | Northern States Power |